# Óno Takesi
Óno Takesi (1944. november 22. –) japán válogatott labdarúgó.

## Nemzeti válogatott
A japán válogatottban 3 mérkőzést játszott.

## Statisztika
| Japán válogatott | Japán válogatott | Japán válogatott |
| Időszak          | Mérk.            | gól              |
| ---------------- | ---------------- | ---------------- |
| 1965             | 1                | 0                |
| 1966             | 0                | 0                |
| 1967             | 0                | 0                |
| 1968             | 0                | 0                |
| 1969             | 0                | 0                |
| 1970             | 0                | 0                |
| 1971             | 2                | 0                |
| Összesen         | 3                | 0                |